# تمثال مايتريا المتأمل (رقم 78)
تمثال مايتريا المُتأمل النُحاسي المُذهَّب (بالكورية: 금동 미륵보살 반가상) هو تمثال نحاسي مطلي بالذهب لبودا مايتريا وهو يتأمل. يُعتبر التمثال أحد أجود المنحوتات البوذية الكورية. اختير التمثال ليكون الكنز الوطني الكوري رقم 78 وذلك في 12 ديسمبر 1962.

## الوصف
ارتفاع التمثال 83.2 سنتيمتر، وصنع من النحاس الذهبي في أواسط أو أواخر القرن السادس الميلادي. سمك النحاس أقل من سنتيمتر واحد وهو ما يشير إلى براعة صانعي النحاسيات في تلك الفترة. في 1912 حصل أحد اليابانيين على ملكية التمثال وتبرع به لمكتب الإدارة العامة على مملكة جوسون. حالياً التمثال موجود في متحف كوريا الوطني.
مايتريا في وضعية شبه جلوس على القاعدة ويضع رجله اليمنى على اليسرى في وضعية تأمل. للوجه ابتسامة خفيفة ويعطي انطباعاً على التركيز الخفيف. يده اليمنى ترتكز عند كوعه على حوضه في حين تقبع أصابعه على خديه في وضعية تعطي انطباعاً بالتفكير العميق. أحد منكبيه يعلو الآخر وصدره يميل للأمام ليصنع هالة من التفكير. للتمثال تاج مزين بأشواك وجزء منه يقع على منكبي مايتريا. التمثال أيضاً يرتدي رداء تشبه الوشاح يغطي الجسد ويتمد كأنه جناحين. القدم اليسرى موضوعة على قاعدة تشبه زهور اللوتس. قد يعود التمال لفترة شلا لأنه رسمي أكثر من كونه واقعي. كان للتمثال سابقاً هالة من حوله ولكنه غير موجودة الآن.